# Elahuizen
Elahuizen (Fries: Ealahuzen) is een dorp in de gemeente De Friese Meren, in de Nederlandse provincie Friesland. Elahuizen ligt tussen Balk en de Fluessen. In 2023 telde het dorp 360 inwoners. De buurtschap Trophorne ligt in het zelfde postcodegebied als Elahuizen.

## Geschiedenis
Het huidige Elahuizen is samengesteld uit de oorspronkelijke dorpen Nijega en Elahuizen. Elahuizen lag ten noorden van Nijega. Vanaf de 15e eeuw werd de plaats vermeld als Elahuysen, Eylahuysen, Elehuusen, Elahuysum en Elahusen, De plaatsnaam verwijst naar de woonplaats van de persoon Ele. De plaats Nijega werd vanaf de 16 eeuw vermeld als Nyeghae en Nyega. De naam verwijst naar het dorp Oudega. 
Rond 1700 werd het dorp voor het eerst serieus overspoeld door het water van de Fluessen. Een groot deel van het dorp ging verloren, maar werd deels weer opgebouwd. De kerk moet dermate beschadigd zijn geweest dat de kerk niet gerestaureerd of herbouwd werd, en uiteindelijk eind 18e eeuw werd afgebroken. Zo bleef van de kerk alleen het kerkhof over waarop een klokkenstoel stond.
Deze klokkenstoel moest een eeuw later ook worden afgebroken. In 1825 was er opnieuw een grote overstromingm waardoor opnieuw een groot deel van het dorp verloren ging. De plek van het kerkhof wordt nog wel als  't Oud Kerkhof geduid en ligt bij de bocht in de weg die naar de buurtschap Trophorne leidt.
Na de sluiting van de zuivelfabriek tussen Elahuizen en Nijega in de tweede helft van de twintigste eeuw werd de plek ontwikkeld tot een jachthaven. Nijega werd een tijdlang aangeduid als Nijega (H.O.N.), ter onderscheiding van twee andere Nijega's in de provincie Friesland; Nijega in de gemeente Smallingerland en Ouwster-Nijega. De afkorting H.O.N. stond voor de naam van de gemeente waar Nijega destijds in lag, de gemeente Hemelumer Oldephaert en Noordwolde. In 1956 werd dit H.O. omdat Noordwolde uit de gemeentenaam werd weggelaten.
De dorpsraad van Nijega stelde in 1967 voor om de plaatsnaam te veranderen naar Elahuizen. Dit voorstel werd overgenomen door de gemeente, waardoor de plaatsen samen werden gevoegd.
Van 1984 tot 1 januari 2014 lag Elahuizen in de gemeente Gaasterland-Sloten, waarna de plaats in de gemeente De Friese Meren lag.

## Kerk
De kerk van Elahuizen dateert uit 1865 en staat aan zuidrand van  het oorspronkelijke Nijega aan de Nijegaastervaart. De oorspronkelijk kerk van Nijega was in 1857 afgebroken en vervangen door een nieuwe kerk maar die brandde in 1864 af waarna er opnieuw een kerk werd gebouwd.